# Rhodesgoed
Het Rhodesgoed is een natuur- en recreatiegebied in de tot de West-Vlaamse gemeente Izegem behorende plaats Kachtem.
Het omvat een bos dat werd aangeplant op 40 ha landbouwgrond die in 1995 door het Agentschap Natuur en Bos werd verworven. De grond behoorde aanvankelijk tot het domein van de heren van de heerlijkheid Rode. Hier stond de voornaamste hoeve. Deze werd gerestaureerd en doet sindsdien dienst als brasserie.
Het Rhodesgoed wordt doorstroomd door de Roodebeek, die hier zijn meanderende loop heeft behouden. Ook zijn er poelen gegraven.
Er zijn fiets-, wandel- en ruiterpaden door het domein en ook is er een speelweide.